# Estación Tiun Punco
Tiun Punco es una estación de ferrocarril del Ferrocarril General Belgrano, ubicada en las áreas rurales del departamento Juan Felipe Ibarra, Provincia de Santiago del Estero, Argentina.

## Servicios
No presta servicios de pasajeros ni de cargas. Sus vías e instalaciones están a cargo de la empresa estatal Trenes Argentinos Cargas.